# Vladimir Dubov
Vladimir Dubov nebo Volodymyr Dubov, (* 20. února 1988 ve Dmytrivce, Sovětský svaz) je ukrajinský zápasník volnostylař, který od roku 2011 reprezentuje Bulharsko. Zápasení se věnuje od 12 let. Je členem klubu Slavia Sofia a připravuje pod vedením Željazka Dimitrova a Jordana Christova. V bulharské seniorské reprezentaci se prosazuje od roku 2013 v neolympijské pérové váze. V dubnu 2016 se kvalifikoval z evropské olympijské kvalifikace v srbském Zrenjaninu na olympijské hry v Riu v nejlehčí bantamové váze.